# Renaixement nacional serbi
El renaixement nacional serbi o ressorgiment serbi serbi: Српски препород / Srpski preporod) fa referència a un període de la història dels serbis entre el segle xviii i l'establiment de iure del Principat de Sèrbia. Va començar a territori dels Habsburg, a Sremski Karlovci. El ressorgiment serbi va començar més d'hora que el renaixement nacional búlgar.
La primera revolta a l'Imperi Otomà que va adquirir un caràcter nacional fou la revolució sèrbia (1804-1817), que fou la culminació del renaixement serbi.Segons Jelena Milojković-Djurić: "La primera societat literària i científica entre els eslaus fou Matica srpska, fundada pels líders del ressorgiment serbi a Pest el 1826. Voivodina es va convertir en el bressol del renaixement serbi durant el segle xix. Vuk Stefanović Karadžić (1787–1864) fou el més actiu durant aquest període.
El renaixement serbi era vist com una amenaça per a l'Imperi Austríac, en qüestionar els seus interessos estratègics.
Els serbis van establir l'efímera Voivodina sèrbia durant les revolucions de 1848 a través d'un conflicte armat amb els hongaresos, com a part del renaixement.
Tot i que el ressorgiment serbi va adoptar la idea de la cooperació entre els pobles eslaus del sud, i va ser influenciat per la seva base política nacional i la possibilitat d'establir un estat iugoslau, continuava sent, en termes culturals i nacionals, una altra Gran Sèrbia.

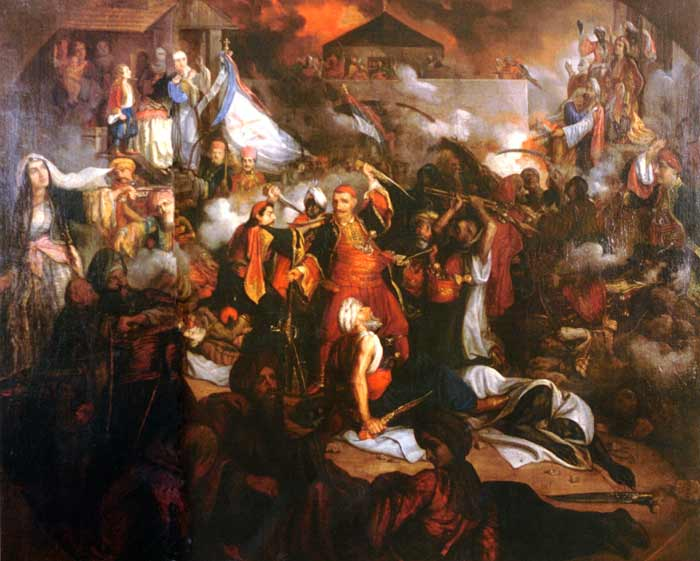
L'alliberament del Belgrad del 1806
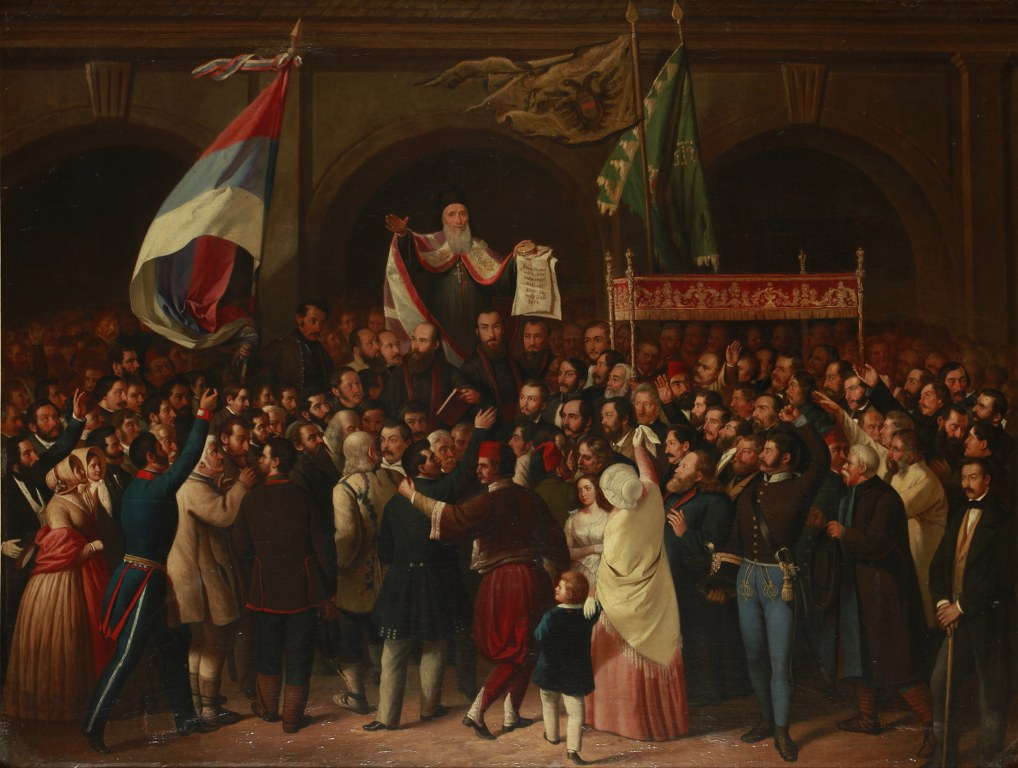
Proclamació de la Voivodina sèrbia (1848)
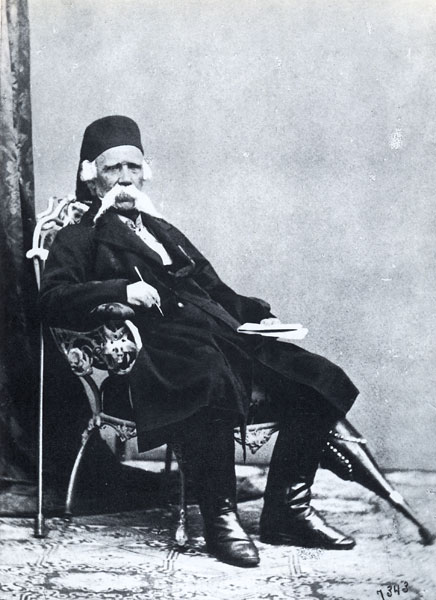
Vuk Stefanović Karadžić (1787–1864)